# 富伦 (卢森堡)
富伦（法語：Fouhren）是卢森堡东北部市镇坦德尔的一个小镇。 
富伦曾是菲安登县的一个独立的市镇，2006年1月1日，富伦与迪基希县的市镇巴斯滕多夫合并为新市镇坦德尔，新市镇属于菲安登县。成立坦德尔的法律于2004年12月21日获得通过。 

## 旧市镇
富伦旧市镇由以下村庄组成： 
- Bettel
- 富伦
- Longsdorf
- Walsdorf
- Seltz
- Bleesbréck (称地)
- Marxberg (称地)
- Schmëttenhaff (称地)